# Mikhail Ignatiev
Mikhail Borisovitch Ignatiev (em russo:  Михаил Борисович Игнатьев; São Petersburgo, 7 de maio de 1985) é um ciclista da Rússia. Ele competiu nos Jogos Olímpicos de Verão de 2004 e 2008, conquistando a medalha de ouro e bronze, respectivamente.